# Sergio Bonaldi
Sergio Bonaldi (* 7. September 1978 in San Giovanni Bianco) ist ein ehemaliger italienischer Biathlet und Skilangläufer.

## Werdegang

### Biathlon
Sergio Bonaldi startete als Sportsoldat für das Centro Sportivo Esercito. 1999 nahm er in Champex-Lac erstmals im Rahmen des Biathlon-Europacups an internationalen Rennen teil und wurde 40. eines Einzels und 34. eines Sprintrennens. 2001 folgte in Oberhof das Debüt im Biathlon-Weltcup, bei dem Bonaldi 46. eines Sprints wurde. 2005 erreichte er mit einem 38. Platz in einer Verfolgung in Oberhof sein bestes Ergebnis in der obersten Wettkampfserie. Die ersten internationale Meisterschaften für den Italiener wurden die Biathlon-Europameisterschaften 2001 in Haute-Maurienne. Bonaldi wurde 42. des Einzels, 43. des Sprints, 35. der Verfolgung und gewann mit Theo Senoner, Helmuth Messner und Ivan Romanin hinter den Vertretungen aus Deutschland und Polen die Bronzemedaille im Staffelrennen. 2002 kamen in Kontiolahti die Ränge 41 im Sprint, 44 in der Verfolgung und elf mit der Staffel hinzu, das Einzel beendete der Italiener nicht. Zum dritten Mal startete Bonaldi 2003 in Forni Avoltri bei Europameisterschaften, bei denen er 30. des Einzels wurde, 47. im Sprint, 39. der Verfolgung und mit Paolo Longo, Devis Da Canal und Klaus Höllrigl Staffel-12. Es folgte die Teilnahme an den Sommerbiathlon-Weltmeisterschaften 2003. Bonaldi trat mit Christian De Lorenzi, Ronald Carrara und Yuri Bradanini als Startläufer der Staffel an, die den achten Platz belegte. Für die Biathlon-Europameisterschaften 2004 in Minsk war der Italiener für das Einzel und den Sprint gemeldet, ging aber in beiden Rennen nicht an den Start. Zum Einsatz kam er im Rahmen internationaler Meisterschaften wieder bei den Biathlon-Weltmeisterschaften 2005 in Hochfilzen, wo er im Einzel antrat und den 45. Platz erreichte. Ein Jahr später folgte bei den Olympischen Winterspielen 2006 von Turin der Höhepunkt in Bonaldis Karriere. Bei den Wettkämpfen von Cesana San Sicario kam er im Sprint zum Einsatz und wurde dort 66. Auch der Biathlon-Europacup 2005/2006 verlief erfolgreich für den Italiener. In Ridnaun erreichte er hinter Sergei Baschkirow und Christoph Knie bei einem Sprint eine erste Podiumsplatzierung in dieser Rennserie. In Martell folgte ein zweiter Platz hinter Paolo Longo in einem weiteren Sprint, zum Abschluss der Saison wurde er zudem in einem Massenstart in Gurnigel hinter Frédéric Jean und Lionel Grebot erneut Dritter. In der Gesamtwertung lag er mit 258 Punkten hinter dem überragenden Gesamt-Europacupsieger der Saison, Dmitri Jaroschenko und Loïs Habert auf dem dritten Platz.

### Skilanglauf
Bonaldi ist seit Ende 2007 im Skilanglauf zu sehen und startete im Skilanglauf-Marathon-Cup, Alpencup und gab am 26. Juni 2008 sein Debüt im Rollerski-Weltcup. In der Saison 2008 gewann er in Cesana/Sestriere die 12 km Berglauf klassisch und belegte im Gesamtweltcup den siebenten Platz. 2008 siegte er ebenfalls beim Toblach–Cortina über 38 km klassisch. Die Saison 2009 erlief durchwachsen. Nur beim Weltcup in Oroslavje wurde er Dritter im 7-km-Berglauf Freistil. In der Gesamtwertung landete er auf den zwölften Platz und im Skilanglauf-Marathon-Cup wurde er insgesamt elfter. Die Saison 2010 war auch nicht viel besser als die vorherige Saison. Seine besten Platzierungen waren ein vierter, ein fünfter und ein sechster Platz. In der Gesamtwertung kam er auf den 17. Platz. Im Skilanglauf-Marathon-Cup belegt er am Ende der Saison den 22. Platz. In der Saison 2012 gewann er in Oroslavje den 10-km-Berglauf, in Bad Peterstal den 7-km-Berglauf und in Tripoli den 10-km-Berglauf. Beim Marathoncup siegte er 2013 beim Dolomitenlauf und beim American Birkebeiner. Die Marathonsaison beendete er auf den ersten Platz im Skilanglauf-Marathon-Cup. Bei den Rollerski-Weltmeisterschaften 2013 in Bad Peterstal holte er Gold im 11-km-Berglauf klassisch. Im Februar 2015 gewann er zum zweiten Mal den American Birkebeiner. Letztmals international startete er im Februar 2020 beim Bieg Piastów.

## Erfolge

### Siege im Rollerski-Weltcup
| Nr. | Datum             | Ort            | Disziplin                              |
| --- | ----------------- | -------------- | -------------------------------------- |
| 1.  | 6. September 2008 | Cesana         | 12 km klassisch Berglauf               |
| 2.  | 16. Juni 2012     | Oroslavje      | 10 km Freistil Berglauf Massenstart    |
| 3.  | 20. Juli 2012     | Bad Peterstal  | 7 km klassisch Berglauf Massenstart    |
| 4.  | 24. August 2012   | Tripoli        | 10 km Freistil Berglauf Massenstart    |
| 5.  | 30. Juni 2013     | Valle Brembana | 11,4 km klassisch Berglauf Massenstart |

### Siege bei Worldloppet-Cup-Rennen
Anmerkung: Vor der Saison 2015/16 hieß der Worldloppet Cup noch Marathon Cup.
| Nr. | Datum            | Ort     | Rennen               | Disziplin                  |
| --- | ---------------- | ------- | -------------------- | -------------------------- |
| 1.  | 20. Januar 2013  | Lienz   | Dolomitenlauf        | 42 km Freistil Massenstart |
| 2.  | 23. Februar 2013 | Hayward | American Birkebeiner | 52 km Freistil Massenstart |
| 3.  | 21. Februar 2015 | Hayward | American Birkebeiner | 50 km Freistil Massenstart |

### Sonstige Siege bei Skimarathon-Rennen
- 2008 Toblach–Cortina, 38 km klassisch

## Biathlon-Weltcup-Platzierungen
Die Tabelle zeigt alle Platzierungen (je nach Austragungsjahr einschließlich Olympische Spiele und Weltmeisterschaften).
- 1.–3. Platz: Anzahl der Podiumsplatzierungen
- Top 10: Anzahl der Platzierungen unter den ersten zehn (einschließlich Podium)
- Punkteränge: Anzahl der Platzierungen innerhalb der Punkteränge (einschließlich Podium und Top 10)
- Starts: Anzahl gelaufener Rennen in der jeweiligen Disziplin
- Staffel: inklusive Mixed- und Single-Mixed-Staffeln

| Platzierung         | Einzel | Sprint | Verfolgung | Massenstart | Staffel | Gesamt |
| ------------------- | ------ | ------ | ---------- | ----------- | ------- | ------ |
| 1. Platz            |        |        |            |             |         |        |
| 2. Platz            |        |        |            |             |         |        |
| 3. Platz            |        |        |            |             |         |        |
| Top 10              |        |        |            |             | 3       | 3      |
| Punkteränge         |        |        |            |             | 4       | 4      |
| Starts              | 6      | 15     | 5          |             | 4       | 30     |
| Stand: Karriereende |        |        |            |             |         |        |